# Route nationale 751
Die Route nationale 751, kurz N 751 oder RN 751, war eine französische Nationalstraße.

## Geschichte
Die Straße verlief von 1933 bis 1973 in mehreren unterbrochenen Abschnitten zwischen einer Straßenkreuzung mit der Nationalstraße 455 westlich von Cosne-Cours-sur-Loire und dem Pointe de Saint-Gildas. Sie folgte dabei der Loire auf der linken Uferseite auf sehr langen Strecken. Die drei Seitenäste, die sie hatte, führten alle über die Loire zu Nationalstraßen auf der anderen Uferseite.

## Seitenäste

### N 751a
Die Route nationale 751A, kurz N 751A oder RN 751A, war eine französische Nationalstraße und ein Seitenast der N 751 innerhalb von Orléans. Sie verband ab 1933 die N 751 mit der Nationalstraße 152 über eine Loirebrücke. Diese wurden 1940 von der französischen Armee gesprengt und 1959 wiedererrichtet. 1970 erfolgte die Abstufung der Straße. Heute wird sie als Départementsstraße 2020 gekennzeichnet.

### N 751b
Die Route nationale 751B, kurz N 751B oder RN 751B, war eine französische Nationalstraße und von 1933 bis 1973 ein Seitenast der N 751, der von dieser in Gennes abzweigte und über eine Loirebrücke zur N 152 in Les Rosiers-sur-Loire führte.

### N 751c
Die Route nationale 751C, kurz N 751C oder RN 751C, war eine französische Nationalstraße und von 1933 bis 1973 ein Seitenast der N 751, der von dieser in Champtoceaux abzweigte und über eine Loirebrücke zu einer Straßenkreuzung mit der Nationalstraße 23 in Oudon führte.